# Мстительница (фильм, 1996)
«Мстительница» (хинди आर्मी, англ. Army) — индийский боевик, снятый режиссёром Рамом Шетти и вышедший в прокат 28 июня 1996 года. Главные роли исполнили Шридеви, Шахрух Хан и Дэнни Дензонгпа. По результатам кассовых сборов картина получила статус «средне».

## Сюжет
Армейский офицер Арджун влюблен в девушку по имени Гита. Они женятся и становятся родителями сына. Но вскоре Арджун, спасая свою сестру, погибает от рук террористов, во главе которых стоит гангстер по имени Наградж. Не добившись справедливости законным путём, Гита вынуждена организовать побег пятерым заключенным, приговоренным к смертной казни. В обмен на свободу преступники должны помочь совершить возмездие над убийцами возлюбленного Гиты…

## Роли
- Шридеви — Гита
- Дэнни Дензонгпа — Наградж
- Шахрух Хан — Арджун
- Ронит Рой — Гавин
- Мохниш Бехл — Кабир
- Рави Киссен — Картар
- Ашиф Шейх — Рахул
- Ашок Сараф — Паскал
- Судеш Берри — Хан
- Киран Кумар — Рагхувир Сингх, тюремщик
- Тинну Ананд — Панчам
- Хариш Кумар — Кишан

## Саундтрек
Все тексты написаны Самиром, вся музыка написана Анадом и Милиндом.
| №  | Название                     | Исполнители                                        | Длительность |
| -- | ---------------------------- | -------------------------------------------------- | ------------ |
| 1. | «Main To Hoon Pagal Munda»   | Винод Ратход, Алка Ягник                           | 5:41         |
| 2. | «Dil Mein Kuch Hone Laga»    | Кумар Сану, Садхана Саргам                         | 6:10         |
| 3. | «De Taali»                   | Винод Ратход, Абхиджит, Джоли Мукерджи, Алка Ягник | 7:03         |
| 4. | «Ek Beeti Hui Kahani»        | Алка Ягник                                         | 5:18         |
| 5. | «Achikoo Bachikoo Kachikoo»  | Удит Нараян, Садхана Саргам                        | 5:23         |
| 6. | «Ho Gayee Tiyar Hamari Army» | Винод Ратход, Абхиджит, Джоли Мукерджи, Алка Ягник | 6:39         |